# Altenmarkt im Pongau
Altenmarkt im Pongau är en köpingskommun i distriktet Sankt Johann im Pongau i förbundslandet Salzburg i Österrike. Orten ligger 65 km sydost om Salzburg.
Altenmarkt im Pongau är främst känd för sin vinterturism, bland annat skidorten Altenmarkt-Zauchensee. Fabriken som tillverkar Atomicskidor ligger här.

## Kända personer från Altenmarkt im Pongau
- Michael Walchhofer, utförsåkare, olympisk silvermedaljör och världsmästare i störtlopp
- Hermann Maier, utförsåkare olympisk guldmedaljör och världsmästare